# 塚原史
塚原 史（つかはら ふみ、男性、1949年3月12日 - ）は、日本のダダイスム・シュルレアリスム研究者、早稲田大学名誉教授。ジャン・ボードリヤールらフランス現代思想の翻訳・研究でも知られる。
父は児童文学研究者の塚原亮一。祖父は童話作家の塚原健二郎（日本児童文学者協会第7代会長）。

## 経歴
東京都出身。桐朋中学校・高等学校、早稲田大学政治経済学部政治学科卒業。京都大学大学院文学研究科（フランス語フランス文学専攻）修士課程修了。パリ第3大学博士課程中退。早稲田大学大学院文学研究科（フランス文学専修）博士課程修了。早稲田大学法学部専任講師、助教授を経て、早稲田大学法学学術院教授、早稲田大学會津八一記念博物館館長。2019年退任。早稲田大学名誉教授。早大都市と美術研究所顧問。トリスタン・ツァラ文化文学協会（ルーマニア）名誉会員。
専攻は、表象文化論、現代思想。アヴァンギャルド芸術の思想史的研究を通じて、ダダや未来派の「切断」と「反逆」の発想を、ポストモダン以後の現代思想やアーティスト荒川修作や松澤宥らの思考実験の展開などと関連づけて探求している。
パリ留学中に今村仁司の勧めでボードリヤール『消費社会の神話と構造』を翻訳。その後ボードリヤールと交流し、95年にボードリヤール×吉本隆明公開討論「世紀末を語る―消費社会の行方」、2003年にはボードリヤール早大講演「グローバリズムと暴力」を企画実現。また1990年代からは荒川修作(1936-2010)と親交を深め、2008年には東京国立近代美術館で荒川と対談した。
国際的な活動としては、2005年にパリ・ポンピドゥー・センターのダダ回顧展を機に出版された国際論集DADA CIRCUIT TOTAL (L’AGE D’HOMME) に執筆、ルーマニアのツァラ協会機関誌CAHIERS TRISTAN TZARA / CAIETELE TRISTAN TZARAに寄稿している。2000年代に入ってアヴァンギャルド研究三部作に取り組み、『反逆する美学』(2008)、『切断する美学』(2013) 『模索する美学』(2014)を刊行。
2008年の著書『反逆する美学』は、桑野隆から「芸術・美学の『反逆』可能性に微かなりとも望みを抱いている者にとって必読の書」（表象文化論学会ニューズレター「REPRE vol.07」）と評された。また、岡本太郎「太陽の塔」を バタイユ、モースらの 1930年代フランス思想と結びつけた大胆な解釈の提案でも知られる。2012年9月から2019年3月まで早稲田大学會津八一記念博物館館長を兼任。 
2014年に「荒川修作の軌跡―天命反転、その先へ」展、2016年に「チューリッヒ・ダダ100周年―ダダイスト・ツァラの軌跡と荒川修作」展を開催し、ダダ展に関しては朝日新聞紙上で「「何も意味しない」ゆえのとらえ難さもあるダダだが、「見慣れた世界を再び『未知のもの』に変える力がある」と塚原史・早稲田大教授（表象文化論）は語る」（2016年7月1日号）と紹介された。2016年にはフランスのシュルレアリスム研究誌『メリュジーヌ』 (MELUSINE) 36号に論文「太陽の塔の起原を求めて－岡本太郎と1930年代シュルレアリスム」（A la recherche de l'origine de la tour du soleil - Taro Okamoto et le surrealisme des annees 30)を寄稿（同誌p.298-p.312)。
2019年4月から早稲田大学名誉教授（會津八一記念博物館顧問兼務）。 
2020年5月、6月にエリボン著『ランスへの帰郷』（貧困とゲイの体験を赤裸々に綴った思想家の自伝、みすず書房）、ヴュイヤール著『その日の予定』（ドイツのオーストリア併合に至るヒトラーの野望を描く歴史物語、2017年ゴンクール賞受賞作、岩波書店）の邦訳を続けて刊行。2021年には思想家＝写真家ボードリヤールを「モノへの情熱」の視点から紹介したソヴァージョ著『ボードリヤールとモノへの情熱　現代思想の写真論』（人文書院）を邦訳。2023年には『メディア論の冒険者たち』（東京大学出版会、分担執筆）に「ジャン・ボードリヤール　モノの記号論からメディアのシミュラークル論へ」を発表。新たな分野としてピエール・ヴェリー『サインはヒバリ　パリの少年探偵団』・『アヴリルの相続人』邦訳を論創海外ミステリから刊行。2025年6月にはダダの「反芸術」やシュルレアリスムの「愛と革命」などの通説を問い直し、ツァラ、ブルトンらの知られざる実像に光を当てる著書『異説ダダ・シュルレアリスム』を出版。

## 著作一覧
- 『プレイバック・ダダ　トリスタン・ツァラの冒険とその後』 白順社、1988
  - 『ダダ・シュルレアリスムの時代』ちくま学芸文庫、2003
- 『終末のソリチュード』紀伊國屋書店、1992
- 『言葉のアヴァンギャルド ダダと未来派の二〇世紀』講談社現代新書、1994
- 『アヴァンギャルドの時代 1910年-30年代』未來社、1997
- 『記号と反抗 二十世紀文化論のために』人文書院、1998
- 『人間はなぜ非人間的になれるのか』ちくま新書、2000
- 『20世紀思想を読み解く』ちくま学芸文庫、2011
- 『ボードリヤールという生きかた』NTT出版・ライブラリーレゾナント、2005
- 『反逆する美学 アヴァンギャルド芸術論』論創社、2008
- 『ボードリヤール再入門 消費社会論から悪の知性へ』御茶の水書房・神奈川大学評論ブックレット、2008
- 『荒川修作の軌跡と奇跡』NTT出版、2009
- 『切断する美学　アヴァンギャルド芸術思想史』論創社、2013
- 『模索する美学 アヴァンギャルド社会思想史』 論創社、2014
- 『ダダイズム　世界をつなぐ芸術運動』岩波書店・岩波現代全書、2018
- 『異説ダダ・シュルレアリスム』水声社、2025

### 主な共著・編著
- 『20世紀を読む』1・2 編著 朝日出版社 1997
- 『シュルレアリスムを読む』編著 白水社 1998
- 『村山知義とクルト・シュヴィッタース』マルク・ダシー・松浦寿夫・白川昌生・田中純共著）水声社、2005
- DADA CIRCUIT TOTAL [«Dada, Mavo, Néo Dada: Histoire abrégée du dadaïsme japonais et de ses environs» ,L’Age dHomme, Paris, 2005]（分担執筆）
- 『危機の時代からみた都市』（早大都市と美術研究所・坂上桂子編、分担執筆「モダンアートの「反転」とミュージアムの変容」）水声社、2022
- 『早稲田大学法学会百周年記念論文集』（第五巻人文編、分担執筆「シュルレアリスムのアナーキズム体験を探る」）成文堂、2022
- 『メディア論の冒険者たち』（分担執筆「ジャン・ボードリヤール」）東京大学出版会、2023
- 『ダダを超えて―ラウール・ハウスマンとポストダダ群像』（分担執筆「ポストダダの夢の深層を探る―ツァラ、ハウスマン、夢野久作をめぐって」）上智大学出版部、2025

### 主な訳書
- ボードリヤール（Jean Baudrillard) 『消費社会の神話と構造』今村仁司共訳、紀伊國屋書店、1979
  - 新装版『消費社会の神話と構造』（原書初版での写真も収録）紀伊國屋書店、2015
- ボードリヤール『象徴交換と死』今村仁司共訳、筑摩書房、1982。ちくま学芸文庫、1992
- ボードリヤール『誘惑論序説 フーコーを忘れよう』国文社、1984
- リオタール(J.-F. Lyotard)『漂流の思想』（共訳）国文社、1987
- ツァラ(Tristan Tzara) 『種子と表皮』1988、思潮社
- ツァラ『トリスタン・ツァラの仕事I　詩篇』大平具彦共訳、思潮社、1988
- ブルデュー(Pierre Bourdieu) 『実践感覚2』今村仁司・福井憲彦・港道隆共訳、みすず書房、1991
- ボードリヤール『湾岸戦争は起こらなかった』紀伊國屋書店、1991
- ボードリヤール『透きとおった悪』紀伊國屋書店、1991
- ベンヤミン(Walter Benjamin) 『パサージュ論 I〜V』（今村仁司・三島憲一ほか共訳）岩波書店、1993-95。岩波現代文庫、2003。岩波文庫、2020-21。
- カイヨワ(Roger Caillois) 『人間と聖なるもの』（小幡一雄・守永直幹・吉本素子・中村典子共訳）せりか書房、1994
- ボードリヤール、吉本隆明『世紀末を語る』紀伊國屋書店、1995
- ジャン・ボードリヤール／マルク・ギヨーム『世紀末の他者たち』石田和男共訳、紀伊国屋書店、1995
- ベアール（Henri Béhar）『アンドレ・ブルトン伝』谷昌親共訳、思潮社、1997
- ムーリエ＝ブータン（Yann Moulier-Boutang）『アルチュセール伝』（今村仁司・谷昌親・吉本素子・下沢和義共訳）筑摩書房、1998
- ボードリヤール『完全犯罪』紀伊國屋書店、1998
- マシュー・ゲール (Matthew Gale) 『ダダとシュルレアリスム』巖谷國士共訳、岩波書店、2000
- ボードリヤール『不可能な交換』紀伊國屋書店、2002
- ボードリヤール『パスワード』NTT出版、2003
- ボードリヤール『パワー・インフェルノ』NTT出版、2003
- ボードリヤール『暴力とグローバリゼーション』NTT出版、2004
- ボードリヤール、ヌーヴェル (Jean Nouvelle) 『les objets singuliers 建築と哲学』鹿島出版会、2005
- ジョリアン（Alexandre Jollien）『人間という仕事』明石書店、2006
- レイン (Richard Lane) 『ボードリヤール』2006、青土社
- ヴィノック（Michel Winock）『知識人の時代 バレス/ジッド/サルトル』（立花英裕・築山和也・久保昭博共訳）紀伊國屋書店、2007
- ソレル (Georges Sorel)『暴力論』今村仁司共訳、岩波文庫（上下）、2007
- ボリス・シリュルニク(Boris Cyrulnik) 『妖精のささやき 子どもの心と「打たれ強さ」』後藤美和子共訳 彩流社 2007
- ボードリヤール『悪の知性』久保昭博共訳）NTT出版、2008
- マルクス(Karl Marx) 『ドイツ・イデオロギー、哲学の貧困、コミュニスト宣言（マルクスコレクションII）』（「哲学の貧困」担当、共訳）筑摩書房、2008
- ボードリヤール『なぜすべてがすでに消滅しなかったのか』筑摩書房、2009
- ツァラ『ムッシュー・アンチピリンの宣言　ダダ宣言集』光文社古典新訳文庫、2010
- ホロックス(Chris Horrocks)『ボードリヤールなんて知らないよ』明石書店、2011
- ボードリヤール『芸術の陰謀　消費社会と現代アート』NTT出版、2011
- ビュオ(François Buot)『トリスタン・ツァラ伝』後藤美和子共訳、思潮社、2013
- 『ダダ・シュルレアリスム新訳詩集』（後藤美和子共訳）思潮社、2016
- アニー・ル・ブラン(Annie Le Brun) 『シュルレアリスムと抒情による蜂起』（星埜守之、前之園望共訳、松本完治編）エディション・イレーヌ、2017
- CHANT DE L'ETOILE DU NORD Carnet de Iboshi Hokuto, poete ainou (1901-1929), traduction et adaptation par F. Tsukahara & P. Blanche, Edition des lisieres, Nyons, France, 2018
- エリボン(Didier Eribon) 『ランスへの帰郷』 みすず書房、2020
- ヴュイヤール(Eric Vuillard) 『その日の予定』 岩波書店、2020
- ソヴァージョ(Anne Sauvageot) 『ボードリヤールとモノへの情熱　現代思想の写真論』人文書院、2021
- ヴェリー（Pierre Very) 『サインはヒバリ　パリの少年探偵団』論創社海外ミステリ303、2023
- ヴェリー（Pierre Very）『アヴリルの相続人　パリの少年探偵団２』論創社海外ミステリ324、2024

## 論文
- <塚原史